# Quinta crociata
La quinta crociata fu indetta da papa Onorio III e coinvolse eserciti franchi, ungheresi, ciprioti e austriaci in una campagna militare che ebbe luogo in Terrasanta ed Egitto fra il 1217 e il 1221. Sebbene lo scopo della crociata fosse di prendere la città di Gerusalemme, il conflitto si spostò in Egitto per occupare un porto importante da scambiare con territori in Terrasanta. 

La crociata si risolse con la presa di Damietta, ma dissidi all'interno del campo crociato e l'intransigenza del legato papale Pelagio portarono la spedizione all'insuccesso.

## Preparazione della crociata
Durante il papato di Innocenzo III, il Concilio Lateranense IV aveva deciso l'indizione di una nuova crociata. Federico II, in occasione della sua incoronazione a Rex romanorum e ad Imperatore del Sacro Romano Impero, nel 1215, giurò solennemente di prendervi parte, ma poi rimandò più volte, il che provocò tensioni con il papa. Papa Onorio III stabilì infine che la crociata, al seguito del legato pontificio Pelagio, dovesse aver inizio il 1º giugno 1217.
Robert Curson iniziò a predicare la crociata in Francia, così come Pelagio Galvani e Francesco d'Assisi ma con scarso successo; al contrario Oliviero di Paderborn destò l'entusiasmo popolare nelle regioni al di là del Reno, che fino a quel momento avevano fornito pochi soldati, unendosi persino alle truppe che andavano in Terrasanta. Si formarono gruppi di pellegrini soldati in primo luogo in Austria e Ungheria, i cui sovrani Andrea II d'Ungheria e il duca Leopoldo VI d'Austria furono riconosciuti capi della crociata. Gli eserciti ungherese e austriaco salparono per Acri alla fine della primavera, iniziando a sbarcarvi nel settembre 1217. I crociati, in gran parte, vennero trasportati via mare dai veneziani.

## Svolgimento della crociata

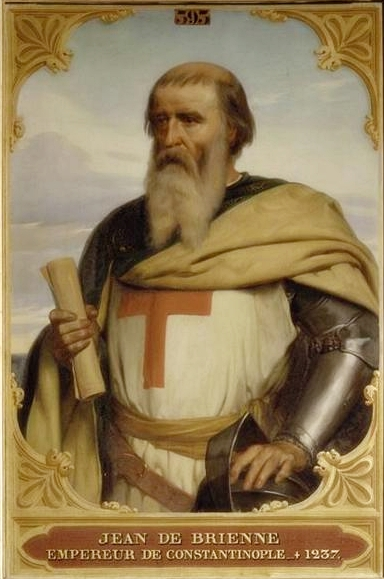
Giovanni di Brienne (Picot, XIX sec.)

### Campagna in Terrasanta
I primi crociati giunti in Terrasanta si riunirono ad Acri, dove le truppe di Andrea II d'Ungheria, Leopoldo VI di Babenberg si uniscono con quelle di Ugo I di Cipro e di Giovanni di Brienne, re di Gerusalemme. Nell'ottobre 1217, viene presa la decisione di attaccare la fortezza di Monte-Thabor, da poco fatta edificare dal sultano Al-Adil nell'entroterra. I crociati iniziarono ad attaccare i musulmani, ma senza ottenere alcun risultato positivo, perché il nemico rimase asserragliato nelle sue fortezze, evitando scontri diretti.
Un distaccamento ungherese, senza il consenso di re Andrea II, ripartì il 29 novembre per stringere d'assedio Monte-Thabor, ma l'assenza di risultati dopo diversi assalti li portò a levare l'assedio e tornare ad Acri il 7 dicembre. Un ulteriore gruppo di ungheresi parte allora verso Marj Ayun, tentando di prendere Beaufort, ma vengono spazzati via dalle truppe avversarie: del distaccamento di 500 crociati, solamente tre riusciranno a riparare a Sidone. Molti crociati decisero allora di tornare in patria, seguendo l'esempio del re d'Ungheria, stancato dagli insuccessi; quelli rimasti decisero di attendere rinforzi per attaccare in seguito e nel frattempo fortificarono la città di Cesarea e iniziarono la costruzione della fortezza di Castelpellegrino. Dopo l'arrivo di nuove milizie provenienti da tutto l'Occidente, Giovanni di Brienne convinse i crociati che sconfiggendo il sultanato degli Ayyubidi in Egitto si sarebbe aperta la strada per la riconquista di Gerusalemme. La strategia era di occupare un importante porto in Egitto, per poi negoziare l'entrata in Gerusalemme.

### Campagna in Egitto
I crociati, infatti, avevano stretto un'alleanza con il sultano dei Selgiuchidi, che all'epoca dominavano l'Anatolia: mentre i crociati si sarebbero diretti a sud, in Egitto, i Selgiuchidi avrebbero mosso le loro truppe verso la Siria, attaccando su due fronti il sultanato degli Ayyubidi. Il 29 maggio 1218 la flotta crociata raggiunse la città di Damietta, porto egiziano sull'estuario del Nilo e sul Mediterraneo, e la cinse d'assedio. Al-Adil I (Safedino), sultano ayyubide d'Egitto, fratello del Saladino, non si attendeva un attacco su questo fronte e ne fu preso alla sprovvista. Così, il 24 agosto, i crociati presero le torri esterne della città e ruppero le catene che bloccavano le navi, potendo quindi entrare sul Nilo e controllare l'entroterra della città, bloccandone i rifornimenti. Il sultano Al-Adil morì qualche giorno dopo, il 31 agosto, e gli successe il figlio al-Malik al-Kāmil, che non riuscì però a contrastare l'attacco crociato.
Fin dall'inizio delle operazioni militari nacque il dissidio tra Giovanni di Brienne e Pelagio Galvani, il legato pontificio, aggregatosi da poco alla crociata. Quest'ultimo si volle dichiarare comandante supremo, appena arrivato a Damietta nel settembre 1218 con Francesco d'Assisi nel 1219, e inoltre si oppose all'annessione al regno di Gerusalemme delle terre egiziane eventualmente conquistate.
Il 9 ottobre, Al-Kāmil lanciò una potente offensiva contro il campo crociato, ma Giovanni di Brienne riuscì valorosamente a respingere l'attacco. Un secondo attacco venne poi respinto il 26 ottobre. Queste sconfitte danneggiarono il prestigio del sultano, tant'è che dovette lasciare il conflitto precipitosamente il 5 febbraio 1219 per contrastare al Cairo un tentativo di colpo di Stato da parte di Al-Fa'iz Ibrahim, uno dei suoi fratelli, sostenuto da Imad al-Din ibn al-Mashtub, comandante del reggimento curdo degli Hakkari, costretto poi a riparare in Yemen.
Fu durante lo stesso mese di febbraio che un distaccamento di cavalieri ciprioti venne a rafforzare l'esercito crociato, al quale poi si unì anche un contingente franco comandato da Ugo IX di Lusignano e da Simone di Joinville.
Nel frattempo, Al-Kāmil riuscì a eliminare Al-Fa'iz grazie all'aiuto di un altro suo fratello, al-Muʿaẓẓam, governatore di Damasco, per poi stabilirsi a Fariksur, di fronte all'accampamento crociato. Per allontanare la minaccia crociata, Al-Kāmil propose di scambiare la città di Gerusalemme (ormai senza mura, fatte abbattere da al-Mu'azzam) e le terre di Ascalona, Tiberiade, Laodicea, Jable, contro la partenza dell'esercito franco dall'Egitto. Giovanni di Brienne, i crociati e i baroni siriani erano unanimemente favorevoli alla proposta di Al-Kāmil, ma il legato pontificio Pelagio, sostenuto da Pierre de Montaigu dei Templari, rifiutò l'offerta. Dopo alcuni successi crociati nei mesi di luglio e agosto, Al-Kāmil propose un altro accordo sullo scambio di Gerusalemme, anch'esso rifiutato da Pelagio.

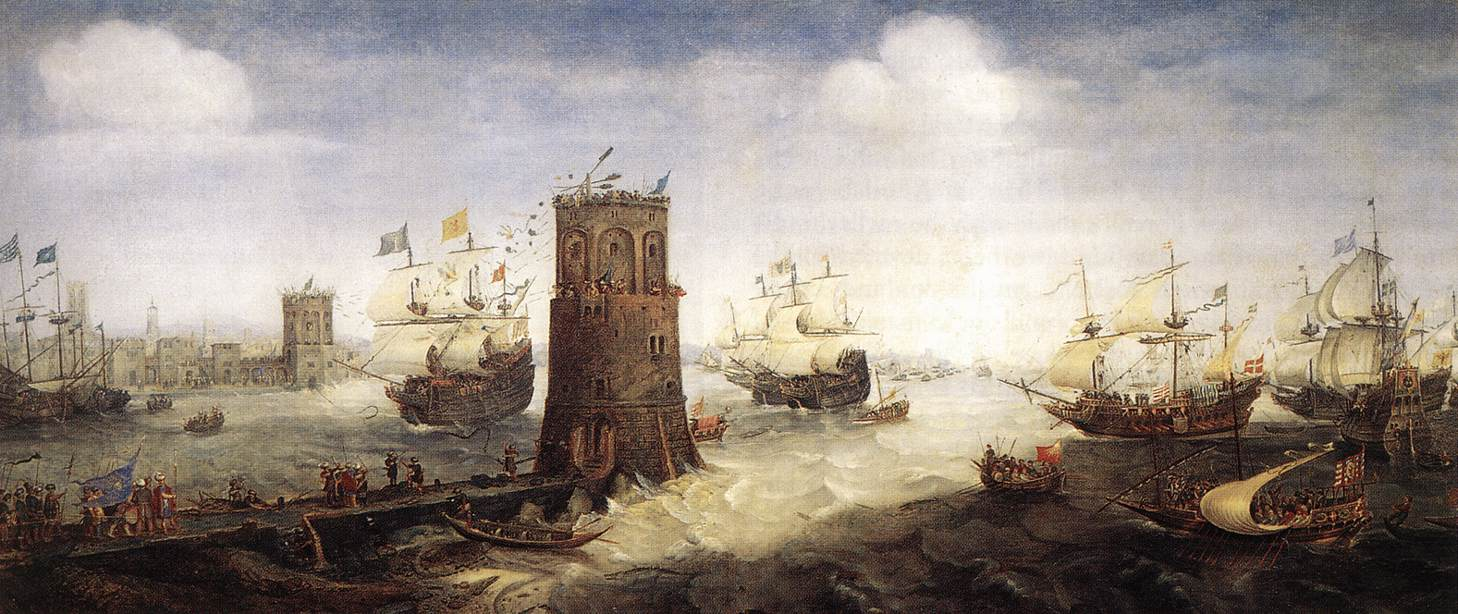
La cattura di Damietta (Cornelis Claesz van Wieringen)

La guarnigione di Damietta, indebolita dalla dissenteria e da altre epidemie, opponeva una resistenza sempre più debole agli assalti crociati; grazie ai mangani di Guerin de Montaigu degli Ospitalieri che martellarono le mura, il 5 novembre 1219 la città di Damietta fu conquistata dai crociati e Al-Kāmil riparò alla fortezza di Manṣūra. Nell'anno successivo si provvide a rafforzare le difese di Damietta.

#### L'intervento di San Francesco

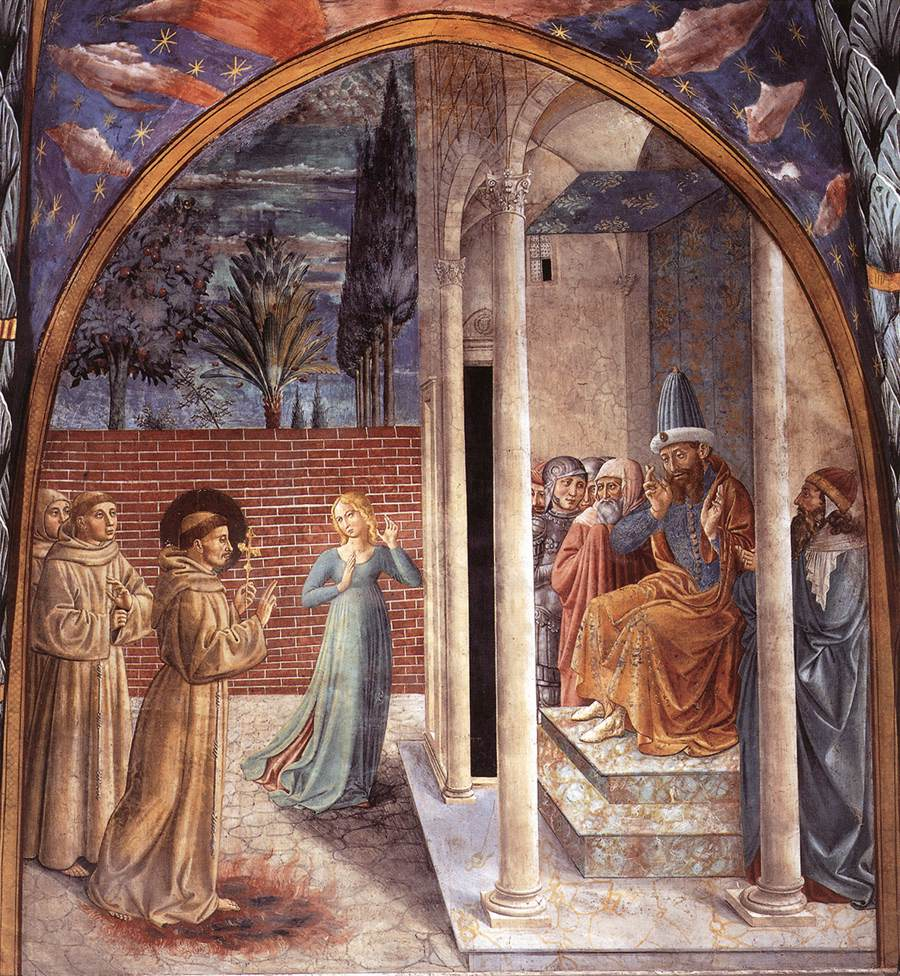
Montefalco, Complesso museale di San Francesco, Benozzo Gozzoli, Francesco d'Assisi e il sultano al-Kamil, scena 10 del ciclo di affreschi sulla vita del Santo

Nel 1219 San Francesco d'Assisi, imbarcatosi il 24 giugno dal porto di Ancona con 11 compagni, giunse a Damietta in Egitto dov'era in corso l'assedio da parte dei crociati.
Sorretto da una precisa concezione missionaria che si scontrava con la diversificata strategia crociata condotta nelle terre del Medio Oriente, chiese il permesso al legato pontificio di avventurarsi con i suoi confratelli nel territorio musulmano, che Pelagio gli concesse a malincuore solo dietro forti pressioni. 

Il suo scopo era di predicare i valori della fede cristiana al sultano al-Malik al-Kamil ed ai suoi uomini e convertirli al cristianesimo, facendo così cessare le ostilità.
Ricevuto con grande cortesia dal Sultano, ebbe con lui un lungo colloquio, al termine del quale Francesco dovette tornare nel campo crociato.
Intorno a questo evento storico sono fiorite diverse leggende riguardanti il santo e la sua straordinaria capacità di convincere e convertire, anche se al-Malik al-Kāmil rimase musulmano, pur apprezzando l'aura di santità che promanava da Francesco ed elargendogli dei doni in segno di stima.

## Pelagio responsabile della disfatta dei crociati

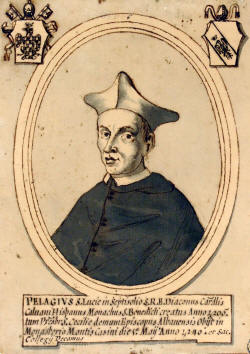
Pelagio d'Albano

La vittoria portò gravi contrasti tra le file crociate per il controllo della città. Il 21 dicembre 1219, gli italiani (gli interessi contrastanti delle Repubbliche marinare di Venezia, Genova e Pisa rappresentate nel neo nato Impero Latino d'Oriente) tentarono di cacciare i franchi da Damietta. Il 6 gennaio 1220, questi si presero la loro rivincita e cacciarono a loro volta le truppe italiane. Una tregua venne accettata da ambo le parti il 2 febbraio 1220, ma i contendenti non si misero d'accordo su chi dovesse controllare la città. Gli italiani speravano di stabilirvi una colonia che aprisse loro lucrosi commerci, mentre i franchi speravano di scambiarla con Gerusalemme e con altri territori perduti nel 1187. Un quartiere di Damietta fu assegnato a Giovanni di Brienne, ma Pelagio -già in aperto contrasto con il re di Gerusalemme- minacciò di scomunicare i cristiani che vi si dovessero stabilire. Capendo bene che non poteva lucrarne alcun vantaggio, Giovanni di Brienne abbandonò la partecipazione attiva alla Crociata, lasciandone la direzione completa a Pelagio.

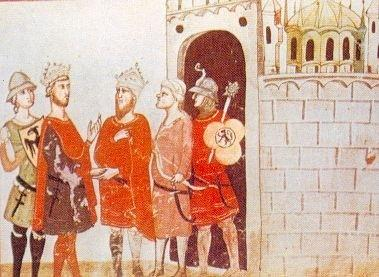
Federico II (secondo da sinistra) incontra il sultano ayyubide al-Malik al-Kamil

Quest'ultimo impose allora una vera tirannia sui Crociati e su Damietta. Rapidamente, pone l'embargo sui navigli, poi proibisce ai Crociati che lasciano la città di portar via qualsiasi cosa, persino gli effetti personali, poi vieta loro ogni partenza senza la sua autorizzazione. Le navi sono lasciate nell'abbandono e gli Egiziani ayyubidi ne approfittano per far costruire e armare dieci galee. Spie informano Pelagio che trascura l'avvertimento ricevuto, lasciando ai musulmani il dominio del mare, consentendo loro di far colare a picco numerose navi cristiane tra il delta del Nilo e Cipro. Rifiutò ancora una nuova offerta di scambio di città, avanzata dal sultano egiziano, pretendendo il versamento di 300000 scudi d'oro e la ricostruzione delle mura di Gerusalemme, sperando anche nell'arrivo dell'esercito dell'Imperatore Federico II di Svevia. Ma Federico aveva più a cuore la pace con il Sultano ayyubide d'Egitto al-Malik al-Kamil, i cui territori erano molto vicini alla Sicilia e con il quale manteneva buoni rapporti, con frequenti contatti diplomatici.
Nel maggio del 1221, arrivò solo un magro contingente, condotto dal duca Ludovico I di Baviera e il Gran Maestro dell'Ordine Teutonico Hermann von Salza. Pelagio decise comunque di partire all'offensiva chiamando Giovanni di Brienne, il quale si trovò costretto a partecipare alla spedizione per evitare che gli fosse attribuita la responsabilità dell'eventuale fallimento dell'impresa. L'esercito lasciò Damietta il 7 luglio e si presentò sotto Manṣūra il 24 luglio, dopo qualche scaramuccia con le avanguardie musulmane che arretrarono, attuando la tattica della terra bruciata. La piena del Nilo stava cominciando e i musulmani ne approfittarono per rompere argini e dighe, inondando la pianura e isolando gli impantanati crociati su una stretta striscia di terra. Pelagio, contando su una conquista rapida di Manṣūra, aveva trascurato di far portare sufficienti viveri e la ritirata e i rifornimenti gli fu impedita dalle galee musulmane che controllavano il Nilo. Il 27 agosto 1221, i crociati vennero sconfitti a Manṣūra da truppe fresche provenienti dalla Siria e dalla sagace strategia del sultano e dei suoi fratelli al-Ashraf di Harran e al-Mu'azzam di Damasco e del nipote Nasser di Humab figlio di Al-Mansur Mohammed, che erano arrivati in sostegno assieme a Bahram Shah, principe di Baalbek e Schyrkouh, principe di Emesa. Costretti dalla fame e dai crescenti problemi logistici, i crociati non poterono far altro che arrendersi e negoziare la loro libertà in cambio della cessione di Damietta. La città fu sgomberata in settembre e i crociati si ritirarono senza aver raggiunto alcun risultato.
Federico II, per via della sua mancata partecipazione, si vide addossare la responsabilità del fallimento dell'impresa. Con il trattato di San Germano, del 1225, si impegnò a intraprendere una crociata, al più tardi entro il 1227, la cosiddetta sesta crociata.